# トリメタジジン
トリメタジジンは、多くの商品名で販売されている狭心症の薬物。トリメタジジンは、フランスのセルヴィエ研究所（ Laboratoires Servier）によって開発・販売された、最初の細胞保護性抗虚血剤である。トリメタジジンは、脂肪酸酸化阻害剤に分類される抗虚血性（抗狭心症）代謝剤であり、脂肪酸代謝の阻害を通じて、心筋のグルコース利用を改善する。

## 医療用途
トリメタジジンは通常、狭心症の長期治療薬として処方され、一部の国（フランスを含む）では耳鳴りやめまいのためにも処方される。 1日2回服用する。 欧州医薬品庁（EMA）は、トリメタジジンのベネフィットとリスクに関するレビューを終了し、トリメタジンを含有する医薬品は、第一選択の抗狭心症治療薬で十分な効果が得られない場合、または不耐性の場合の狭心症の追加治療としてのみ使用するよう、制限を設けることを推奨した。
狭心症患者を対象とした対照試験では、トリメタジジンが冠血流予備能を高め、それによって運動に伴う虚血の発症を遅らせること、心拍数を大幅に変化させることなく血圧の急激な変動を抑えること、狭心症発作の頻度を大幅に減少させることが示されている。
冠状動脈性心臓病の糖尿病患者の左心室機能を改善する。近年、異なる病因の心不全の患者にも効果的であることが示された。

## その他の医薬品用途
トリメタジジンは、世界アンチ・ドーピング機関（WADA）による陸上競技の禁止物質リストに含まれている。2014年、中国のオリンピックチャンピオンの水泳選手である孫楊は、4か月前に新たに禁止され、当時WADAによって禁止された興奮薬として分類されていたトリメタジジンに対して陽性を示した。その結果、孫は中国水泳協会によって3か月間出場禁止となった。 2015年1月、WADAはトリメタジジンを「興奮薬」から「心臓代謝調節薬」に再分類し、格下げした。2022年1月1日の時点で、トリメタジジンは常に禁止されている「代謝調節薬」としてリストされており、「競技会（時）および競技会外」において禁止されている。

## 有害な影響
トリメタジジンは、高い安全性と忍容性プロファイルを備えた薬剤として扱われてきた。モノアミン酸化酵素阻害剤と相互作用を起こす。
死亡率、心血管イベント、または生活の質に対するトリメタジジンの影響についての情報はほとんどない。臨床的に重要なアウトカムを用いて、トリメタジジンと標準的な抗狭心症薬とを比較する長期間の無作為化比較試験が正当化されるだろう。近年、国際的な多施設後ろ向きコホート研究により、さまざまな病因の心不全の患者において、従来の最適な治療法にトリメタジジンを追加することで、死亡率と罹患率を改善できることが実際に示された。
EMAは、耳鳴り、めまい、または視力障害のある患者の治療のために、トリメタジジンを処方しないよう医師に勧告している。最近のEMAによる評価では、パーキンソン病（または錐体外）様症状（振戦、硬直、運動失調、高張症など）、歩行不安定性、むずむず脚症候群、その他の関連運動障害のまれな症例（3.6人 / 100万人）も明らかになった。治療中止後4ヶ月以内に大半の患者が回復したことから、パーキンソン病、パーキンソン病様症状、振戦、むずむず脚症候群などの運動障害のある患者や、重度の腎機能障害のある患者には処方しないよう、医師に勧告されている。

## 作用機序
トリメタジジンは、長鎖の3-ケトアシル-CoAチオラーゼをブロックすることにより、脂肪酸のベータ酸化を抑制する。これにより、グルコースの酸化が促進される。虚血性細胞では、グルコース酸化中に得られるエネルギーは、ベータ酸化プロセスよりも少ない酸素消費量で済む。グルコース酸化の増強は、細胞のエネルギープロセスを最適化し、それによって虚血中の適切なエネルギー代謝を維持する。低酸素症または虚血にさらされた細胞のエネルギー代謝を維持することにより、トリメタジジンは、細胞内ATPレベルの低下を防ぎ、細胞の恒常性を維持しながら、イオンポンプと膜貫通ナトリウム-カリウムの流れの適切な機能を確保する。